# Том Круз
Том Круз (англ. Tom Cruise, повне ім'я при народженні: Томас Круз Мейпотер 4-й (англ. Thomas Cruise Mapother IV); нар. 3 липня 1962, Сиракузи, штат Нью-Йорк, США) — американський кіноактор, кінорежисер, продюсер, сценарист.

## Біографія

### Дитинство і молоді роки
Народився 3 липня 1962 року.
Був третьою дитиною в сім'ї Мері Лі та Томаса Круза ІІІ. Батько Тома був інженером, але часто змінював місце роботи, тож мусив багато переїздити з місця на місце, і через це його сім'я подорожувала по США разом з ним. Актор згадує своє дитинство як «дуже важке і напружене»: відвідував із дюжину шкіл ще до 12 років.
У 1975 році батьки розлучились,  і він залишився з матір'ю і трьома сестрами. Його батько помер від раку 10 років по тому, так і не подивившись жодного фільму за участю сина. Мати Круза, щоб хоч якось підтримати сім'ю, працювала відразу в трьох місцях. Том згадує перші різдвяні свята без батька: не було грошей навіть на подарунки одне одному.

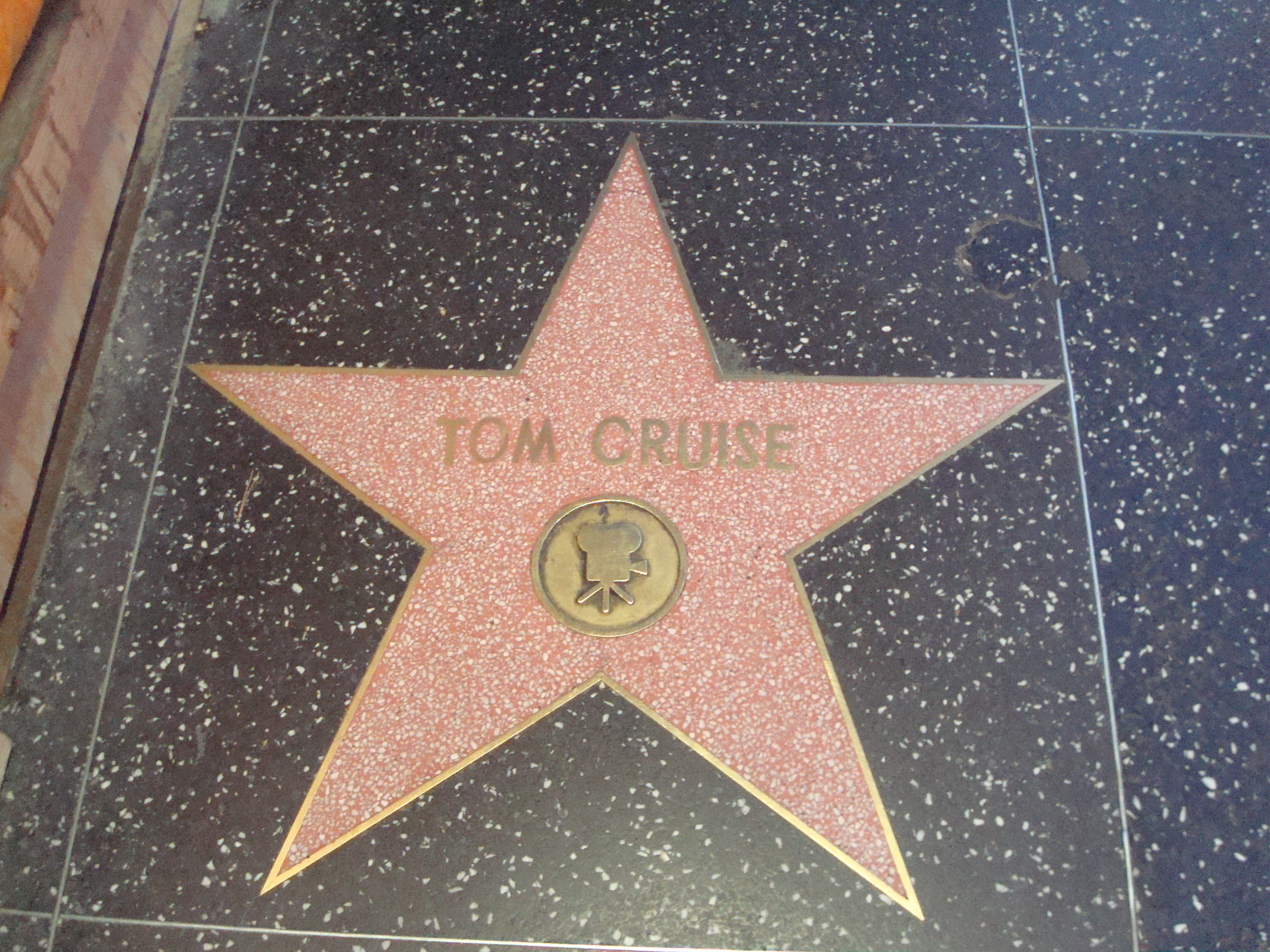
Зірка на голлівудській «Алеї слави»

У 17 років (1979) Том Круз вступив до семінарії з наміром стати священником; проте, потрапивши на проби фільму «Хлопці та ляльки», зрозумів, що його майбутнє пов'язане з кіно.

### Кінокар'єра
Як один із найбільш високооплачуваних акторів сучасності, Том Круз зіграв у великій кількості відомих кінострічок, які мали незмінний успіх у кінопрокаті.
Дебютом у кіно Тома Круза вважається епізод у «Безкінечному коханні» (1981) Франко Дзеффіреллі. Потім були ще кілька дрібних епізодів, зокрема у «Вигнанцях» (1983) Копполи, проте справжню популярність йому принесла роль багатого школяра, який закохується в повію, у комедії «Ризикований бізнес» (1983).
Після кількох пересічних робіт («Все йде так, як треба», «Легенда») настала черга першого великого хіта Круза — «Найкращий стрілець» (1986) Тоні Скотта. Це був перший фільм, який довів, що зовнішня привабливість актора може компенсувати в очах публіки будь-які недоліки сценарію та режисури. На щастя, Круз не став робити кар'єру тільки на таких стрічках, а почав шукати ролі «учнів майстрів» у картинах за участю легендарних зірок старшого покоління: Пола Ньюмена («Колір грошей», 1986), Дастіна Гоффмана («Людина дощу», 1988), Джека Ніколсона («Декілька хороших хлопців», 1992), Джина Гекмена («Фірма», 1993).
Перша «оскарівська» номінація Тома (за «Народженого четвертого липня» Олівера Стоуна, 1989) була цілком заслуженою: він створив переконливий образ молодого ідеалістичного новобранця, якого військова машина перетворює на безпомічного каліку і який лише згодом починає розуміти власну трагедію.
Другою примітною роботою Круза була його перша негативна роль — Лестат в «Інтерв'ю з вампіром» (1994) Ніла Джордана. Суперагент Ітан Гант у 8 фільмах «Місія нездійсненна» (1996—2025) — це поки що найприбутковіше амплуа Тома-актора і водночас найуспішніший проєкт Тома-продюсера, але критиками були відзначені створений ним образ спортагента-невдахи у «Джеррі Магуайері» (1996) Кемерона Кроу (друга номінація на «Оскар» за головну роль) та роль ведучого шоу в «Магнолії» (1999) Пола Томаса Андерсона (номінація на «Оскар» за роль другого плану).
Не можна не згадати і про співпрацю актора з легендарним Стенлі Кубриком в еротичному трилері «Із широко заплющеними очима» (1999) — фільмі, який, як дехто вважає, посприяв його розлученню з Ніколь Кідман.
У 2015 році Круз зіграв у п'ятому фільмі серії «Місія нездійсненна», «Нація ізгоїв». Головну жіночу роль Ільзи Файуст у фільмі зіграла відома шведська акторка Ребекка Фергюсон, за що отримала схвальні відгуки критиків. Том Круз особисто обрав Ферґюсон після перегляду мінісеріалу «Біла королева» з її участю. Надалі Круз ще тричі зіграв у франшизі «Місія нездійсненна» (2018, 2023, 2025).
Експерти від кіно зазначають, що в фільмографії Круза більше гучних хітів, ніж видатних ролей (за кількістю блокбастерів, які зібрали в прокаті США понад 100 млн доларів він випереджує інших зірок), однак заперечувати, що зараз він є одним з найвідоміших акторів Голлівуду, важко.
Для зйомок у новому фільмі Дага Лаймана актор збирається полетіти на МКС разом із космічною місією Axiom Space Crew Dragon. Запуск здійснюватиметься ракетою Falcon 9, а політ триватиме 10 днів.

## Особисте життя
Перший шлюб з акторкою Мімі Роджерс, другий — з Ніколь Кідман (одні вважають, що він посприяв голлівудській кар'єрі акторки, інші — що, навпаки, гальмував її), Пенелопа Крус і, нарешті, нове кохання — Кеті Голмс. Відверта реклама на весь світ останнього роману сильно погіршила публічний імідж актора і зробила його об'єктом численних пародій. У 2012-му пара розлучилась.

## Саєнтологія та ставлення до психіатрії
Круз є відкритим послідовником Церкви саєнтології та активно бере участь в її соціальних програмах. Він став саєнтологом 1990 року, коли його колишня дружина Мімі Роджерс познайомила з вченням Габбарда. 2005 року Круз публічно заявив, що саєнтологія, а, особливо, технологія навчання Габбарда, допомогли йому подолати дислексію, від якої він страждав з дитинства. На додачу до різних програм, які привертають людей до саєнтології, Круз проводить кампанію за визнання саєнтології в Європі. Круз став співзасновником проєкту і вніс кошти для надання програми «Очищення» працівникам та рятувальникам, які брали участь у ліквідації наслідків терористичного нападу 11 вересня в Нью-Йорку.
Програма проводилась на базі клініки Downtown Medical, і через неї пройшло понад 800 пожежників та інших працівників державних служб. За цю активну роботу 2004 року нинішній керівник Церкви саєнтології Девід Міцкевич нагородив Круза медаллю Свободи.
У січні 2004 року Том Круз сказав: «Я думаю, що психіатрія повинна бути оголошена поза законом». В інтерв'ю програмі Entertainment Weekly Круз назвав психіатрію «нацистською наукою». Відкрита суперечка виникла 2005 року після того, як він відкрито розкритикував актрису Брук Шилдс за прийом антидепресантів Paxil (пароксетин), призначених їй для лікування від післяпологової депресії. Круз стверджував, що поняття «хімічний дисбаланс» не існує, і що психіатрія є псевдонаукою.
Шилдс відповіла Крузу, що він «повинен рятувати світ від інопланетян та дозволяти жінкам, які відчувають післяпологову депресію, самим вирішувати, які варіанти лікування для них найкращі». Це викликало гарячу суперечку між Крузом та ведучим каналу NBC Меттом Лауером 24 червня 2005 року. Дещо пізніше Круз особисто вибачився перед Шилдс за свою критику. Саєнтологія добре відома своєю жорсткою негативною позицією стосовно психіатрії і лікування психотропними препаратами.

## Фільмографія
Основна стаття: Фільмографія Тома Круза